# Arabis lycia
Arabis lycia är en korsblommig växtart som beskrevs av G. Parolly och P. Hein. Arabis lycia ingår i släktet travar, och familjen korsblommiga växter. Inga underarter finns listade i Catalogue of Life.